# قرار مجلس الأمن التابع للأمم المتحدة رقم 226
قرار مجلس الأمن التابع للأمم المتحدة رقم 226، الصادر في 14 أكتوبر 1966، بعد الاستماع إلى شكاوى من جمهورية الكونغو الديمقراطية بأن إقليم أنغولا البرتغالي آنذاك أصبح قاعدة لعمليات المرتزقة الأجانب الذين يتدخلون في الشؤون الداخلية لجمهورية الكونغو الديمقراطية، حث المجلس حكومة البرتغال على عدم السماح للمرتزقة الأجانب باستخدام أنغولا كقاعدة عمليات للتدخل في جمهورية الكونغو الديمقراطية. كما دعا المجلس جميع الدول إلى الامتناع عن التدخل في الشؤون الداخلية لجمهورية الكونغو الديمقراطية أو الكف عن ذلك.
تم اعتماد القرار بالإجماع.